# Agrella borda
L'Agrella borda o vinagrella borda (Rumex bucephalophorus) és una espècie de la família de les poligonàcies. El nom de l'espècie prové de 'boukephalos' i 'phorus', el primer terme significa cap de bou i el segon portar, fent referència a l'aparença de les seues flors.

## Descripció
Planta molt variable, normalment anual, erecta, fins a 40 centímetres d'alçada. La tija és única o pot estar dividida en diverses més, però normalment no està ramificada. Les fulles alternes, les inferiors de fins a 2 centímetres de llarg, ovalades o lanceolades amb òcrea. Les flors són petites i hermafrodites o femenines, en grups de 2 a 3 a les aixelles de les fulles. El peduncle és fi i rodó o ample i pla. 6 fulles periàntiques verdes en 2 cercles, les externes petites i després corbades, les internes amb apèndixs en forma de ganxo, engrandits durant el període de fructificació i envoltant la nou. Tenen 6 estams i un pistil amb 3 grans estigmes.

## Hàbitat
En sòls sorrencs i secs, en erms i amb freqüència en superfícies conreades i prop del litoral.

## Distribució
S'estén per tot el Mediterrani fins a Canàries.

## Subespècies
- Rumex bucephalophorus subsp. bucephalophorus
- Rumex bucephalophorus subsp. aegaeus
- Rumex bucephalophorus subsp. canariensis
- Rumex bucephalophorus subsp. gallicus
- Rumex bucephalophorus subsp. hispanicus
- Rumex bucephalophorus var. aegaeus
- Rumex bucephalophorus var. subaegaeus

## Galeria

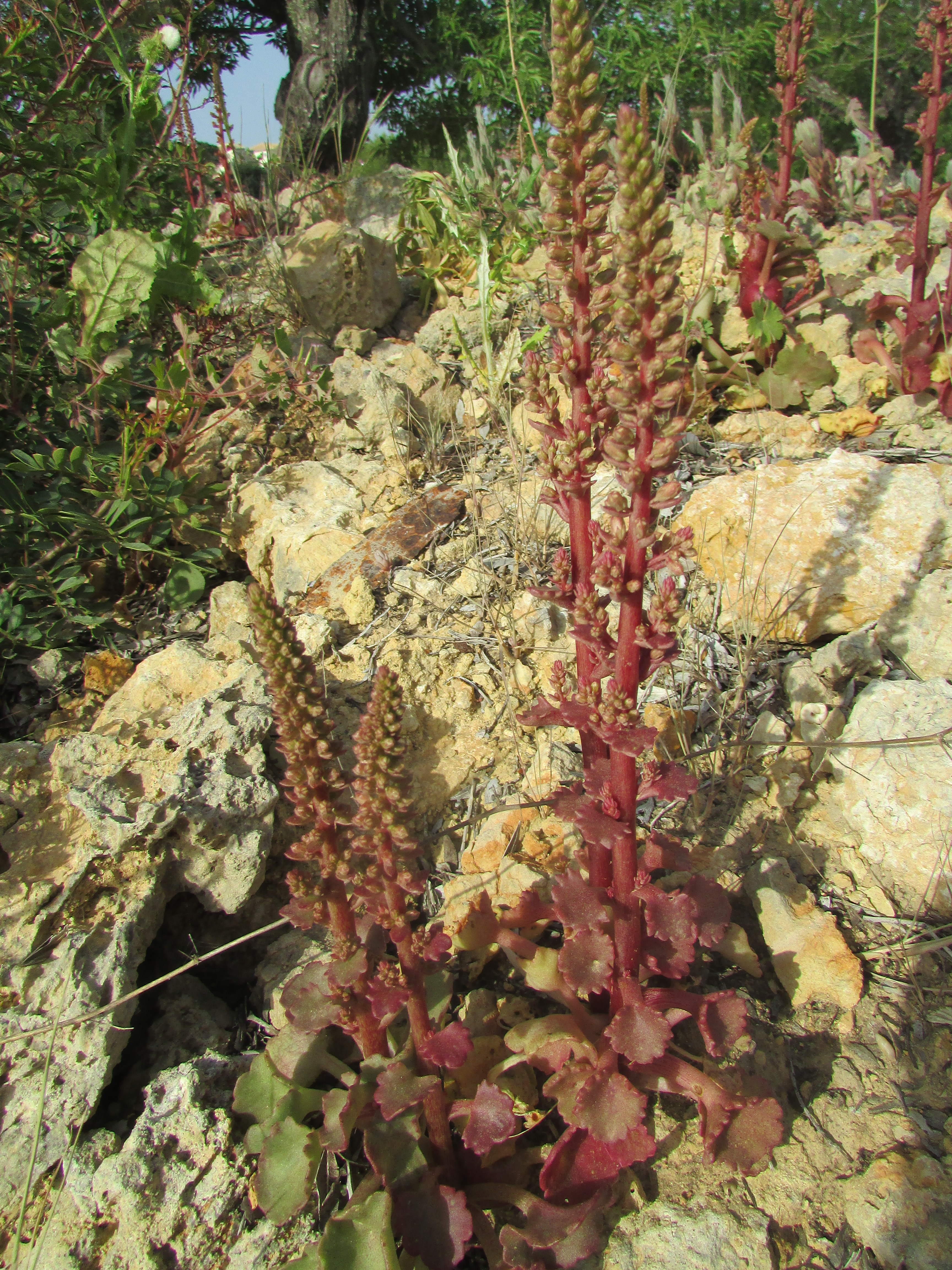
Agrella borda (Albufeira, Portugal)
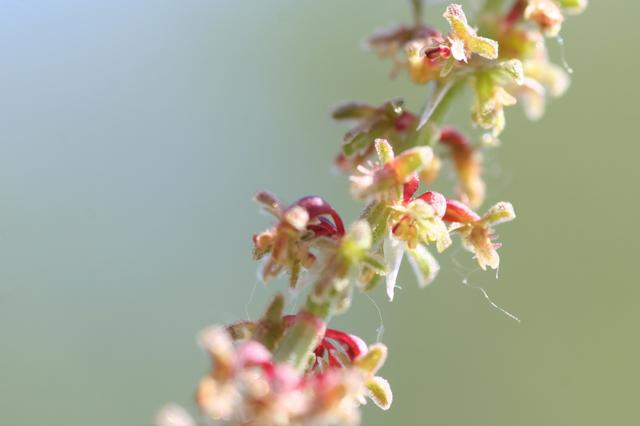
Detall de les flors
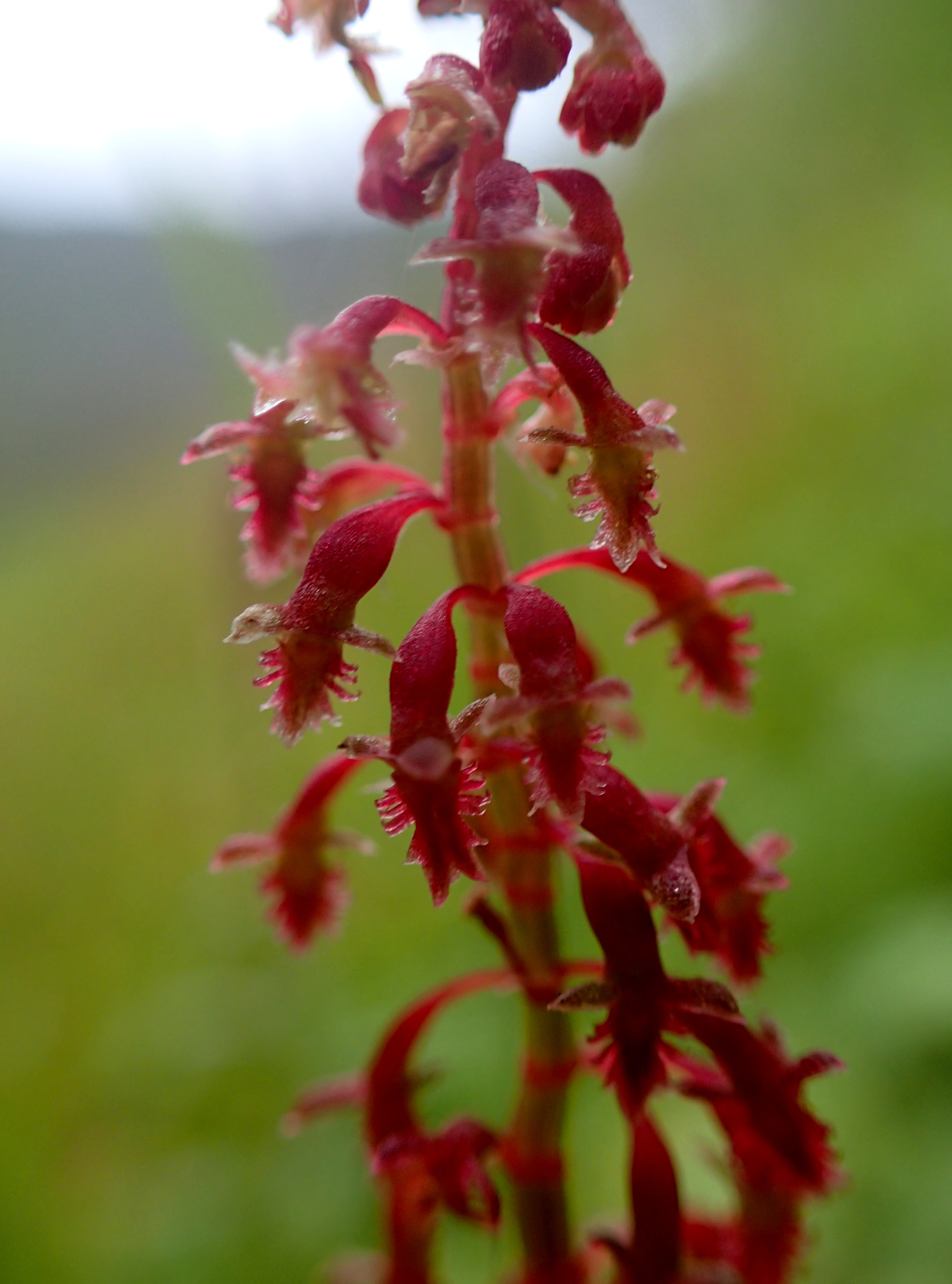
Detall de les flors